# 宇宙待機軌道
宇宙待機軌道（うちゅうたいききどう、Parking orbit）とは、人工衛星やその他の宇宙船の打上げ時に一時的に使われる軌道である。パーキング軌道とも言う。

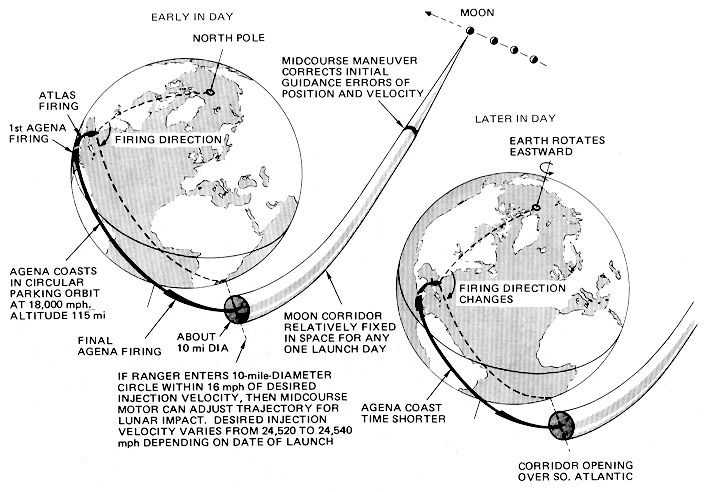
初期のレインジャー計画で用いられた宇宙待機軌道 打上げ角度は、打上げウィンドウによって異なっているのに注意。NASAのレポートSP-4210から

## 概要
宇宙船は宇宙待機軌道まで加速し、しばらくの間惰力で進行して、その後最終的な高度まで再加速する。宇宙待機軌道を使わない軌道への投入は直接噴射と呼ばれ、ロケットの切り離しの時を除いて燃料が尽きるまで加速を続け、最終的な高度に達する。
宇宙待機軌道が使われる理由には様々なものがある。
- 打上げウィンドウを増やすことができる。地球外ミッションの場合、数秒から数分とごく短時間であるが、宇宙待機軌道を使うことによって数時間に伸ばすことができる[1]。
- 低軌道のミッションでなければ、最後の噴射の位置は望ましい場所ではないことが多い。特に地球外ミッションの場合、南半球で行われることが多い。
- 静止軌道のミッションでは、最後の噴射は赤道上で行われる。この場合、赤道まで宇宙待機軌道を惰性で飛行し、赤道上空で再噴射してホーマン遷移軌道に入る[2]。
- アポロ計画では、月に向かう前に地球に近い軌道で最後のチェックを行った[3]。
- 目的の軌道の高度が高い場合は、宇宙待機軌道が必要である。宇宙待機軌道を使うことで、軌道傾斜角を変更するのに消費する燃料を節約することができる。

上図では、最初の2つの理由を示している。

## 例
- アポロ計画では、静止軌道を利用する場合を除いて、上述の理由からこの軌道を利用していた[4][5]。
- 国際宇宙ステーションへのスペースシャトルのミッションでは、いくつかの理由からこの軌道を使わない。ステーションは高い軌道傾斜角の低軌道にあり、ここでは宇宙待機軌道は役に立たない。またシャトルは複数回の再噴射ができず、打上げウィンドウの狭さはあまり問題にならない。
- 一方、シャトルがガリレオ等の惑星間探査機を運ぶ際には、正しい方角に投入するためにこの軌道を利用する。
- アリアン5はこの軌道を用いていないが、2段目 (ESC-B) が再噴射可能に改良されたため、将来のミッションではこの軌道が利用される予定である。
- 文字通りの意味では、欧州補給機は、国際宇宙ステーションとランデブーするタイミングを待つために数カ月の間、この軌道に留まることがある。安全上の理由から、スペースシャトルがドッキングしているか、ソユーズやプログレス補給船が手動でドッキング、離脱している間は、欧州補給機は国際宇宙ステーションに近づかない[6]。